# Кованев, Иван Фёдорович
Иван Фёдорович Кованев (1910—2005) — полковник Советской Армии, участник Великой Отечественной войны, Герой Советского Союза (1944).

## Биография
Иван Кованев родился 1 августа 1910 года в селе Посевкино (ныне — Грибановский район Воронежской области). После окончания шести классов школы заведовал почтовым отделением, затем стал заместителем председателя колхоза. В 1931 году Кованев был призван на службу в Рабоче-крестьянскую Красную Армию. В 1933 году он окончил Ленинградскую военно-теоретическую школу лётчиков, в 1935 году — Сталинградскую военную авиационную школу лётчиков. Участвовал в польском походе и советско-финской войне. С начала Великой Отечественной войны — на её фронтах. За время своего участия в боях четыре раза был сбит.
К марту 1944 года гвардии майор Иван Кованев командовал эскадрильей 34-го гвардейского бомбардировочного авиаполка 276-й гвардейской бомбардировочной авиадивизии 13-й воздушной армии Ленинградского фронта. К тому времени он совершил 198 боевых вылетов на бомбардировку скоплений боевой техники и живой силы противника, его важных объектов.
Указом Президиума Верховного Совета СССР от 19 августа 1944 года за «образцовое выполнение боевых заданий командования на фронте борьбы с немецкими захватчиками и проявленные при этом мужество и героизм» гвардии майор Иван Кованев был удостоен высокого звания Героя Советского Союза с вручением ордена Ленина и медали «Золотая Звезда» за номером 5247.
Всего же за время своего участия в боях Кованев совершил более 220 боевых вылетов. После окончания войны он продолжил службу в Советской Армии. В 1949 году Кованев окончил Высшие курсы усовершенствования командного состава. В 1957 году в звании полковника он был уволен в запас. Проживал в Липецке, работал заместителем начальника организации «Вторчермет», затем начальником отдела кадров треста «Жилстрой». Активно занимался общественной деятельностью, входил в Президиум Липецкого областного Совета ветеранов войны и труда. Доставлял факел, подожжённый от Вечного огня на могиле Неизвестного солдата в Москве, к обелиску Славы на площади Героев в Липецке. Умер 13 мая 2005 года, похоронен на Косыревском кладбище Липецка.
Почётный гражданин Гатчины и Липецка. Был награждён тремя орденами Ленина, четырьмя орденами Красного Знамени, орденом Суворова 3-й степени, двумя орденами Отечественной войны 1-й степени, орденом Красной Звезды, орденом Дружбы, рядом медалей.